# Jaconita
Jaconita és una concentració de població designada pel cens dels Estats Units a l'estat de Nou Mèxic. Segons el cens del 2000 tenia 343 habitants.

## Demografia
Segons el cens del 2000, Jaconita tenia 343 habitants, 147 habitatges, i 98 famílies. La densitat de població era de 197,7 habitants per km².
Dels 147 habitatges en un 27,2% hi vivien nens de menys de 18 anys, en un 51,7% hi vivien parelles casades, en un 10,2% dones solteres, i en un 32,7% no eren unitats familiars. En el 26,5% dels habitatges hi vivien persones soles el 12,9% de les quals corresponia a persones de 65 anys o més que vivien soles. El nombre mitjà de persones vivint en cada habitatge era de 2,33 i el nombre mitjà de persones que vivien en cada família era de 2,84.
Per edats la població es repartia de la següent manera: un 21% tenia menys de 18 anys, un 7% entre 18 i 24, un 29,7% entre 25 i 44, un 25,9% de 45 a 60 i un 16,3% 65 anys o més.
L'edat mediana era de 40 anys. Per cada 100 dones de 18 o més anys hi havia 111,7 homes.
La renda mediana per habitatge era de 41.667 $ i la renda mediana per família de 61.875 $. Els homes tenien una renda mediana de 37.727 $ mentre que les dones 32.411 $. La renda per capita de la població era de 22.888 $. Aproximadament el 4,4% de les famílies i el 8,5% de la població estaven per davall del llindar de pobresa.

## Poblacions més properes
El següent diagrama mostra les poblacions més properes.